# Сісонді Судапорн
Сісонді Судапорн (тай. สุดาพร สีสอนดี, нар. 4 жовтня 1991) — таїландська боксерка, срібна призерка Олімпійських ігор 2020 року, призерка чемпіонатів світу та Азійських ігор.

## Любительська кар'єра
На Азійських іграх 2010 програла в першому бою Лі Цзіньцзи (Китай).
Чемпіонат світу 2014
- 1/16 фіналу: Перемогла Нілу Липську (Україна) — 3-0
- 1/8 фіналу: Перемогла Макарену Ладесму (Аргентина) — 3-0
- 1/4 фіналу: Перемогла Мартіну Хморанзову (Чехія) — 2-1
- 1/2 фіналу: Програла Сенді Раян (Англія) — 0-3

Чемпіонат світу 2016
- 1/32 фіналу: Програла Семі Калчіан (Туреччина) — WO

На Азійських іграх 2018 перемогла трьох суперниць, а у фіналі програла О Йон Джі (Південна Корея).
Чемпіонат світу 2018
- 1/16 фіналу: Перемогла Стасію Сеттлс (США) — 3-2
- 1/8 фіналу: Перемогла Монхорин Намуун (Монголія) — 5-0
- 1/4 фіналу: Перемогла Міру Потконен (Фінляндія) — 4-1
- 1/2 фіналу: Перемогла О Йон Джі (Південна Корея) — 4-1
- Фінал: Програла Келлі Гаррінгтон (Ірландія) — 2-3

Чемпіонат світу 2019
- 1/8 фіналу: Перемогла Аню Стрідман (Австралія) — 5-0
- 1/8 фіналу: Перемогла Рімму Волосенко (Казахстан) — 4-1
- 1/4 фіналу: Програла Рашиді Елліс (США) — 1-4

Олімпійські ігри 2020
- 1/16 фіналу: Перемогла Марію Хосе Паласіос (Еквадор) — 5-0
- 1/8 фіналу: Перемогла Сімраньїт Каур (Індія) — 5-0
- 1/4 фіналу: Перемогла Керолайн Дюбуа (Велика Британія) — 3-2
- 1/2 фіналу: Програла Келлі Гаррінгтон (Ірландія) — 2-3